# Lino Brocka
Catalino Ortiz Brocka, meglio conosciuto come Lino Brocka (Pilar, 7 aprile 1939 – Quezon City, 22 maggio 1991), è stato un regista e sceneggiatore filippino, attivo tra il 1970 (anno del suo primo film Wanted: Perfect Mother) e il 1991, anno della sua morte (avvenuta a causa di un incidente stradale).

## Biografia
Per merito della sua lunga e prolifica carriera, che vanta più di 40 film, egli è stato insignito in patria del premio di "miglior regista di sempre" al Filipino Academy of Movie Arts and Sciences (FAMAS).
All'estero, oltre a vantare premi al British Film Institute Awards e al Festival dei tre continenti di Nantes, Lino Brocka ha presentato il film Insiang al festival di Cannes ed è stato candidato per la Palma d'oro due volte per i film Jaguar e Bayan ko: Kapit sa Patalim, rispettivamente nel 1979 e 1985, non riuscendo però in nessuna delle due occasioni a vincere il premio. È stato anche membro della giuria a Cannes nel 1986.

## Filmografia parziale

### Regista
- Wanted: Perfect Mother (1970)
- Tre, due, uno (Tatlo, dalawa, isa) (1974)
- Manila - Negli artigli della luce (Manynila, sa mga Kuko ng Liwanag) (1975)
- Insiang (1976)
- Ang tatay kong nanay (1978)
- Jaguar (1979)
- Bona (1980)
- Bayan ko: Kapit sa Patalim (1985)
- Il peso del mondo sulle mie spalle (Pasan ko ang daigdig) (1987)
- Dio dorme ancora (Natutulog ba ang diyos) (1988)
- Macho dancer (1988)
- Lotta per la libertà (Orapronobis) (1989)
- Tre volti dell'amore (Tatlong mukha ng pag ibig) (1989)
- Mi risolleverò e ti rovinerò (Babangon ako't dudurugin kita) (1989)
- Vittima (Biktima) (1991)